# Erica Adriana Ferreira
Erica Adriana Ferreira (20 de octubre de 1987) es una deportista brasileña que compitió en taekwondo. Ganó una medalla de bronce en el Campeonato Panamericano de Taekwondo de 2004 en la categoría de +72 kg.

## Palmarés internacional
| Campeonato Panamericano | Campeonato Panamericano          | Campeonato Panamericano | Campeonato Panamericano |
| Año                     | Lugar                            | Medalla                 | Categoría               |
| ----------------------- | -------------------------------- | ----------------------- | ----------------------- |
| 2004                    | Santo Domingo ( Rep. Dominicana) | Medalla de bronce       | +72 kg                  |